# فرهنگ در ایالات متحده آمریکا

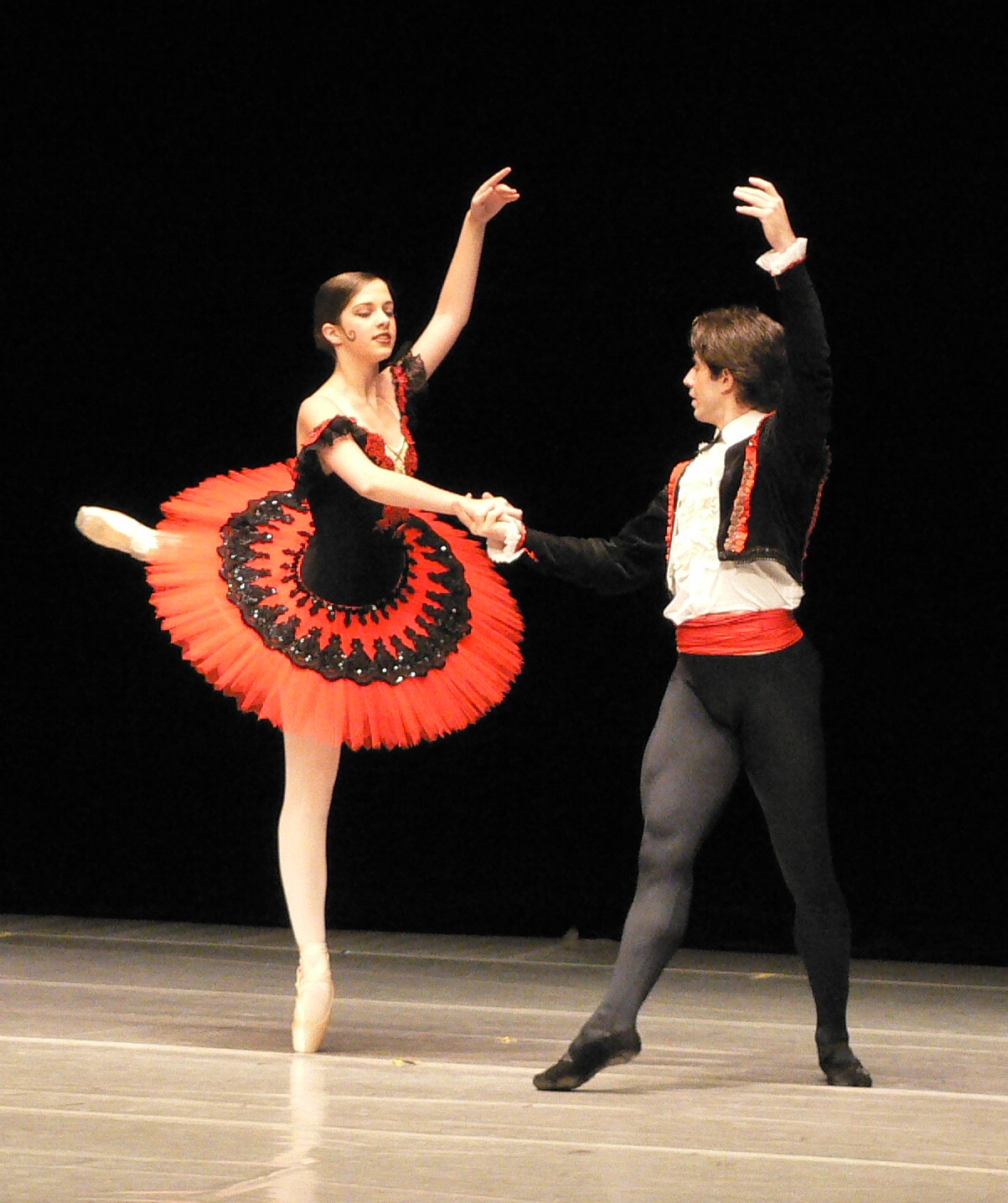
رقص باله در شهر دنور، کلرادو

فرهنگ در ایالات متحده آمریکا رفتارهای متعدد اجتماعی، موسسات، و هنجارهای اجتماعی را دربرمی‏‌گیرد، از جمله اشکال گفتار، ادبیات، موسیقی، هنرهای بصری، غذا، ورزش، هنرهای نمایشی، دین، قانون، فناوری، به همراه دیگر عرفها، عقاید و اشکال دانش. فرهنگ آمریکایی بوسیله تاریخ و جغرافیای ایالات متحده و نیروهای متعدد داخلی و خارجی و مهاجرتها شکل گرفته است.
قرن بیستم میلادی قرنی بود که در آن هنرمندان آمریکا از زنجیر قیود و سنت‌های دنیای قدیم خود را آزاد کرده، و با خلاقیت خود شاخه‌های فرهنگی و هنری را در جهات جدیدی به شکوفایی رساندند.
موسیقی، فیلم، تئاتر، رقص، و دیگر نمونه‌های توصیف هنری امروزه توسط هنرمندان آمریکایی متحول گشته‌اند. احیای موسیقی به شیوه جدید، الگوهای نو در هنر رقص، درام با ریشه‌های سرزمین‌های بومی آمریکا، فیلم‌سازی مستقل در پهنای این سرزمین، جهانی شدن هنرهای نمایشی، همه و همه قسمتی از صحنهٔ هنر معاصر در ایالات متحده آمریکا هستند.
اما ریشه و اصل این جوشش خلاق‌آمیز را شاید بتوان بقول دانا گیووا شاعر و رئیس کنونی موقوفه ملی هنرها (به انگلیسی: National Endowment for the Arts) در این اصل یافت:
دلیل اینکه آمریکا اینچنین در تاریخ خود دارای ویژگی‌های هنری منحصر بفرد، و دست‌آوردهای بدیع از فیلم و موسیقی جاز گرفته تا ادیبات نوین است، جامعه ایست که اصل آزادی فردی را در شهروندان خویش گرامی داشته‌است.

## هنرهای تجسمی
هنر نقاشی و مجسمه‌سازی در آمریکا در عنفوان تولد خود نشات گرفته ار هنرهای اروپا بود. رفته رفته در قرن نوزده میلادی، هنرمندان آمریکایی از خود میراثی خلق کردند که زاییدهٔ خویش بوده و بر هنرمندان متعاقب خود تأثیرات مهمی بر جای گذارد. چشم‌اندازهای بکر قارهٔ آمریکای شمالی مصور در آثار این هنرمندان در قرن ۱۸ و ۱۹ تدریجاً جای خود را به صحنه‌های شهری آمریکا داده و منجر به جنبش‌های نوگرایی شد که از میان آنان می‌توان abstract expressionism و pop art را نام برد.
مشخصهٔ هنر آمریکا تنوع در شیوه است که خود نتیجهٔ وسعت و تنوع جغرافیایی و فرهنگی کشور آمریکاست. آنچه که در شهرها در عرصهٔ هنر رخ می‌دهد بعضاً با آنچه که در آمریکای غیرشهری رخ می‌دهد متفاوت بوده‌است. رشد یا افول اقتصادی، وقایع و جریانات سیاسی، میراث فرهنگی قومی و فردی، و پیشرفت‌های فنی از دیگر عواملی اند که بر هنرهای تجسمی آمریکا تأثیرات مهمی داشته‌اند.(درسا)

## موسیقی و تئاتر

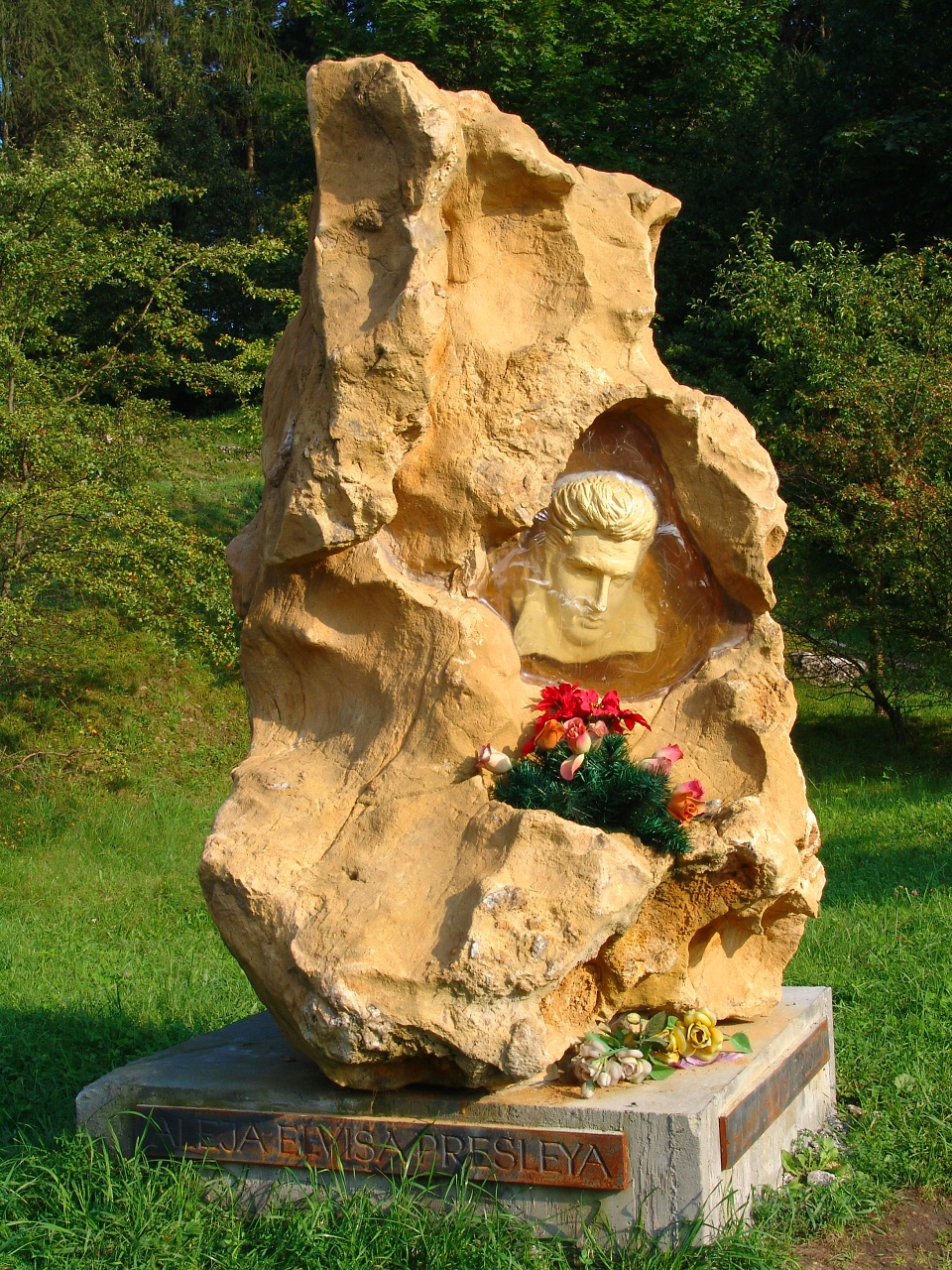
تندیس الویس پرسلی در لهستان

از سبکهای موسیقی آمریکایی می‌توان به سبکهای جاز، بلوز، هیپ هاپ و کانتری اشاره کرد، و شاید کمتر کسی از علاقه‌مندان به تئاتر باشد که نام و آوازه برادوی را نشنیده باشد.

## لهجه در فرهنگ آمریکایی
در آمریکا در نقاط مختلف کشور، مردم به لهجه‌های مختلفی تکلم می‌کنند و هر ناحیه لهجه خاص خود را دارد. در بریتانیا نسبت به ایالات متحده آمریکا، تنوع لهجه بیشتر است و مردم بریتانیا قادرند لهجه‌های مختلف را بر خلاف مردم آمریکا، بهتر تشخیص دهند. مردم آمریکا فقط تا حد تشخیص لهجه نیویورکی از لهجه جنوب آمریکا هستند و نسبت به تشخیص بیشتر لهجه‌های آمریکایی ناتوان هستند و از لهجه یک شخص، اهلیت او را تمیز نمی‌دهند. در آمریکا لهجه استاندارد رادیو و تلویزیون، لهجه غرب-میانه این کشور است.

## سینما
تولد سینما را تا حد زیادی می‌توان به آمریکا نسبت داد. اولین انیمیشن سینمایی توسط ادوارد مای‌بریج ساخته شد که تصویر یک اسب در حال دویدن بود.
توماس آلوا ادیسون هم یکی از اولین تولیدکنندگان سینما بود که دستگاه جنبش نما را اختراع کرد.

## معماری
معماری آمریکا دارای برخی مشخصه‌های منسجم و منحصر به خود است. اما از طرف دیگر بسته به ناحیه جغرافیایی نیز دارای خواص ویژه‌ای می‌باشد. به‌طور مثال در ایالت‌های جنوب غربی آمریکا متأثر از معماری اسپانیایی است، در صورتی‌که در ایالت‌های نیو انگلند آمریکا تحت نفوذ شیوه‌های فکری اروپاییان مهاجر از انگلیس و ایرلند و آلمان بوده‌است.

## موزه‌ها و پارک‌ها
- فهرست پارک‌های آمریکا
- فهرست موزه‌های آمریکا
- فهرست میراث جهانی یونسکو در آمریکا

## ادبیات

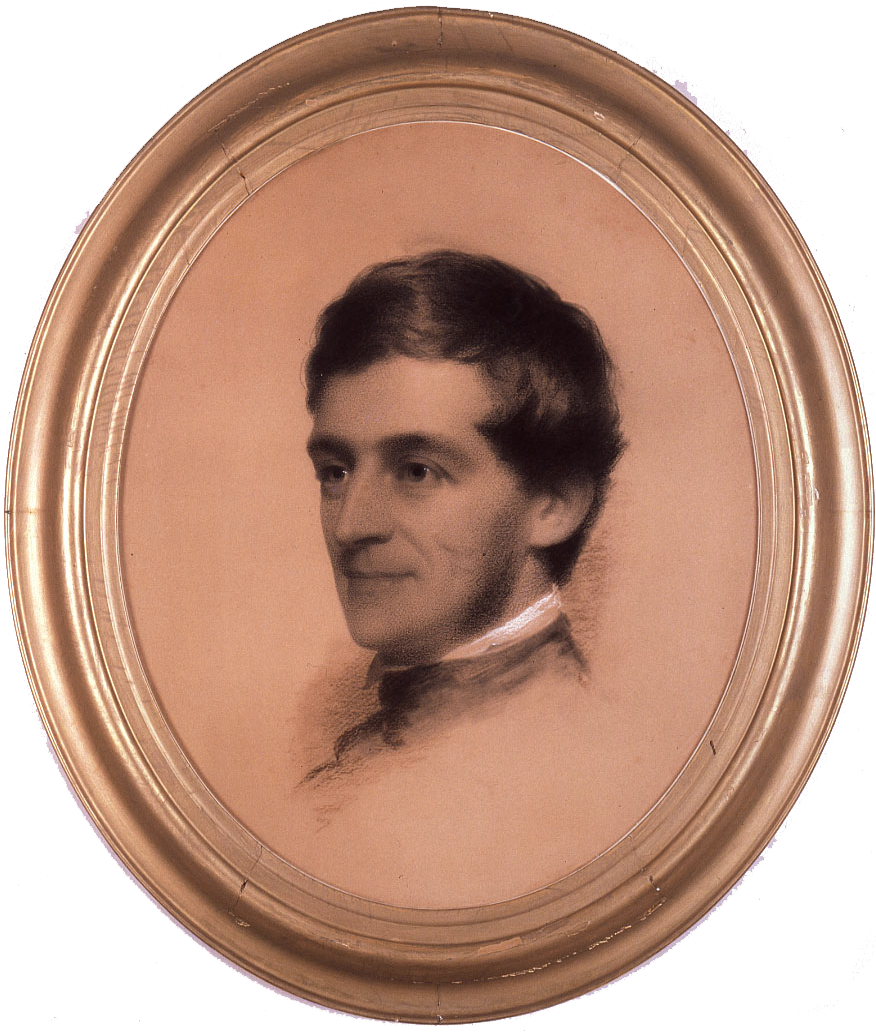
رالف والدو امرسون به سعدی علاقه زیادی داشت، تا جاییکه نوشته‌های وی را با انجیل حتی مقایسه نمود. امرسون در مدح حافظ شیرازی نیز مقالاتی نوشت.

ادبیات آمریکا در مدت نسبتاً کوتاه عمر این کشور، از مشهورترین چهره‌های شناخته شده ادبیات بشری را به دنیا ارزانی داشته. از مارک توین گرفته تا ارنست همینگوی تا جک لندن، ادبیات آمریکا را قطعاً از نقاط درخشان فرهنگ این کشور می‌توان به حساب آورد که بر هنرهای کشورهای دیگر تأثیرات فراوانی داشته‌است.
به‌طور نمونه، داریوش مهرجویی فیلم پری را (که داستانی عارفانه‌است) با برداشتی آزاد از رمان فرانی و زویی نوشتهٔ جروم دیوید سالینجر ساخت. اثر دیگر همین نویسنده به نام ناتور دشت نیز محور فلسفی داستان شبح درون پوسته است که از موفق‌ترین سری مانگا و انیمه تولید ژاپن در سال‌های اخیر می‌باشد.

## کتابخانه‌های آمریکا
کتابخانه کنگره آمریکا واقع در واشینگتن دی سی بزرگترین کتابخانه در جهان می‌باشد. این کتابخانه که متعلق به کنگره آمریکا است، با دارا بودن ۱۳۴ میلیون نسخه احتیاج به بیش از ۸۰۰ کیلومتر قفسه جهت ذخیره‌سازی کلکسیون خود دارد. گنجینهٔ کتب فارسی این کتابخانه حاوی کتب ارزشمندی همچون نسخه‌های خطی اسکندرنامه نظامی گنجوی، سفرنامه ناصرالدین شاه قاجار، و تفسیر سیزده جلدی مثنوی مولانا جلال الدین رومی اثر سید محمد تقی جعفری می‌باشد.

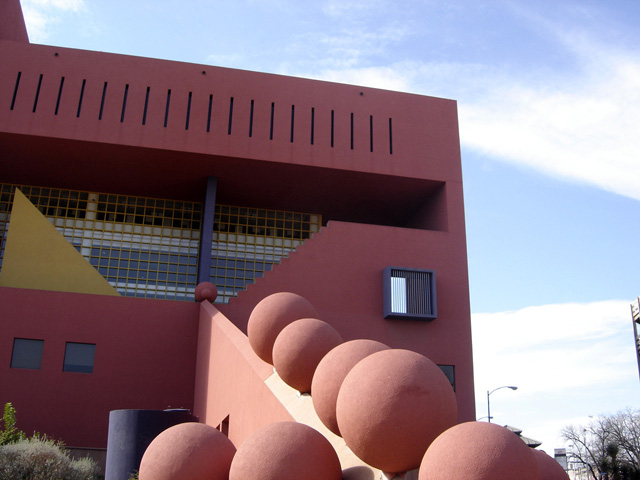
کتابخانه عمومی سن آنتونیو با معماری پسا-مدرنیسم.

در حیطه تخصصی، کتابخانه ملی پزشکی ایالات متحده آمریکا (با ۹ میلیون نسخه دارایی) بزرگ‌ترین کتابخانه پزشکی و تاریخ پزشکی جهان است.
از دیگر کتابخانه‌های بزرگ آمریکا می‌توان کتابخانه عمومی شهر نیویورک را نام برد. و در میان کتابخانه‌های دانشگاهی، بزرگ‌ترین کتابخانه‌های قاره آمریکای شمالی به ترتیب عبارت‌اند از:
| کتابخانه                                    | تعداد نسخه کتاب |
| ------------------------------------------- | --------------- |
| کتابخانه دانشگاه هاروارد                    | ۱۳٬۶۱۷٬۱۳۳      |
| کتابخانه دانشگاه ییل                        | ۹٬۹۳۲٬۰۸۰       |
| کتابخانه دانشگاه ایلینوی در اوربانا شامپاین | ۹٬۰۲۴٬۲۹۸       |
| کتابخانه دانشگاه برکلی                      | ۸٬۶۲۸٬۰۲۸       |
| کتابخانه دانشگاه تگزاس در آستین             | ۷٬۴۹۵٬۲۷۵       |